# Maquilla Peak
Maquilla Peak är en bergstopp i Kanada.   Den ligger i provinsen British Columbia, i den sydvästra delen av landet, 3 700 km väster om huvudstaden Ottawa. Toppen på Maquilla Peak är 1 815 meter över havet, eller 701 meter över den omgivande terrängen. Bredden vid basen är 13,4 km.
Terrängen runt Maquilla Peak är kuperad åt sydväst, men åt nordost är den bergig.Trakten runt Maquilla Peak är nära nog obefolkad, med mindre än två invånare per kvadratkilometer.. Det finns inga samhällen i närheten.
I omgivningarna runt Maquilla Peak växer i huvudsak barrskog.